# (5008) Miyazawakenji
(5008) Miyazawakenji ist ein Asteroid des Hauptgürtels, der am 20. Februar 1991 vom japanischen Astronomen Atsushi Sugie am Dainik-Observatorium (IAU-Code 402) entdeckt wurde.
Der Asteroid wurde nach dem japanischen Dichter Miyazawa Kenji (1896–1933) benannt, der als Mitglied der Kokuchūkai mit seinen Gedichten die Lehre des Mahayana-Buddhismus den einfachen Menschen nahezubringen suchte.